# Union sportive de la Gendarmerie nationale
Maillots
L'Union sportive de la Gendarmerie nationale, plus couramment abrégée en USGN, est un club nigérien de football basé à Niamey, la capitale du pays.

## Histoire
L'Union sportive de la Gendarmerie nationale est fondée en 1996.

## Palmarès
| \| - Championnat du Niger : - Champion : 2020-21 - Vice-champion : 2016-17. - Coupe du Niger : - Vainqueur : 2021 - Finaliste : 2014, 2015 et 2019. \| \| - Supercoupe du Niger : - Finaliste : 2019. - Championnat du Niger D2 (1) : - Champion : 2011-12. \| |  |                                                                                                   |
| - Championnat du Niger : - Champion : 2020-21 - Vice-champion : 2016-17. - Coupe du Niger : - Vainqueur : 2021 - Finaliste : 2014, 2015 et 2019. |  | - Supercoupe du Niger : - Finaliste : 2019. - Championnat du Niger D2 (1) : - Champion : 2011-12. |